# ایندیپندنت سرکیت

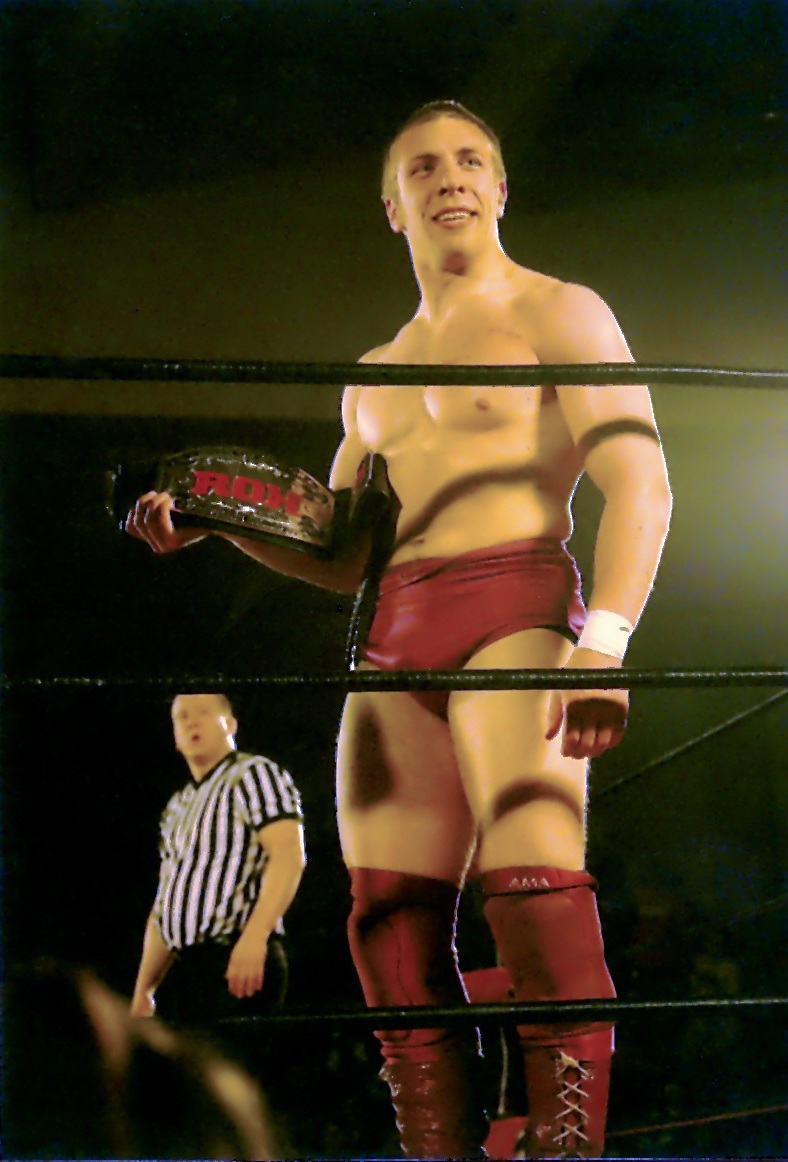
تصویری از یکی کشتی‌گیر حرفه‌ای

در کشتی حرفه‌ای، واژه ایندیپندنت سِرکیت یا ایندی سِرکیت (به انگلیسی: Independent circuit or Indie circuit) (به‌معنی پروموشن مستقل)، نامی جامع برای آن دسته از پروموشن‌ها(تولیدکننده‌ها)ی کشتی حرفه‌ای است که نسبت به پروموشن‌های بیشتر شناخته شده و تبلیغ شده، کوچکتر هستند. به‌بیان دیگر، همچون ماینور لیگ برای کشتی‌حرفه‌ای یا تئاترهای کمیونیتی یا منطقه‌ای است.
برای اشاره مشخص به پروموشن‌ها در ایندیپندنت سِرکیت، از واژگان ایندی پروموشنز یا ایندیز بهره می‌بریم. اگر کشتی‌گیری در یک پروموشن مستقل کشتی می‌گیرد می‌گویند او در ایندیز است یا در ایندیز کار می‌کند  یا اگر او در بیش از یک پروموشن مستقل فعال است می‌گویند او فعالیت ایندی سِرکیت می‌کند.

## ریشه
صحنه ایندی در آمریکا به روزهای مرزبندی منطقه‌ای برمی‌گردد. اگر یک برنامه‌ساز فعالیتی در حتی یک شهر از منطقه زیر کنترل نشنال رسلینگ الاینس آغاز می‌کرد، با عنوان منطقه "یاغی" نامیده می‌شدند بعضی این را پیشرو ایندی‌ها میدانستند چون ستارگان گذشته، پرتاب خود به قلرموهای بزرگتر را از همین قلرموهای محلی کم‌کیفیت آغاز کردند.
تعریف امروزی ایندیپندنت سرکیت در میانه و سالهای پاینی دهه هشتاد میلادی شکل گرفت و پس از دهه نود، به‌صورت کامل شکل گرفت و رشد کرد. هدف اصلی این پروموشن‌ها احیای حس منطقه‌ای کشتی حرفه‌ای بود،  پس از اینکه پروموشن‌های دیگر همچون دبلیودبلیواِف سراسری شدند، تعطیل شدند یا هر دو مورد؛ یک نمونه از این موارد دبلیوسی‌دبلیو بود.
پس از اینکه وینس مک‌ماهون خواهان کمک تنظیمی(Regulatory Relief) شد و در سال ۱۹۸۹ مقابل کمیسیون ورزشی ایالت نو جرزی شهادت داد، و اعتراف کرد که کشتی حرفه‌ای ترجیحاً یک ورزش سرگرمی است تا یک رقابت ورزشی صرف، بسیاری از کمیسیون‌های ورزشی ایالتی از کمک‌های مالی بیشتر به کشتی حرفه‌ای سر باز زدند. این اتفاق، بسیاری از پیش‌نیازها مانند داشتن یک آمبولانس برای هر مسابقه و  حضور تیم مجرب اورژانس برای هر مسابقه را از میان برداشت.  پس از این، هر کسی می‌توانست یک برنامه‌ساز کشتی حرفه‌ای یا یک کشتی‌گیر حرفه‌ای شود و برای این کار فقط نیاز به یک مجوز کار داشت. 